# بوب كريستيانسن
بوب كريستيانسن (بالإنجليزية: Bob Christiansen)‏ هو لاعب كرة قدم أمريكية أمريكي، ولد في 8 مايو 1949 في مارشالتاون في الولايات المتحدة.

## وصلات خارجية
- بوب كريستيانسن على موقع مرجع كرة القدم المحترفة.كوم (الإنجليزية)